# اوپل کالیبره
اوپل کالیبرا (Opel Calibra) خودرویی است که در سال‌های ۱۹۸۹ تا ۱۹۹۷> ۲۳۹٬۱۱۸ built
۴x۴: ۳٬۳۸۵
V۶: ۱۲٬۰۱۵در آلمان و فنلاند تولید شده‌است.
این خودرو در کلاس خودرو اسپورت قرار گرفته، طراحی آن خودروهای موتور جلو-محور جلو و خودروهای موتور جلو-چهار چرخ متحرک بوده است. سیستم جعبه‌دندهٔ آن ۴ دنده به دو صورت خودکار و دستی است.

## نگارخانه

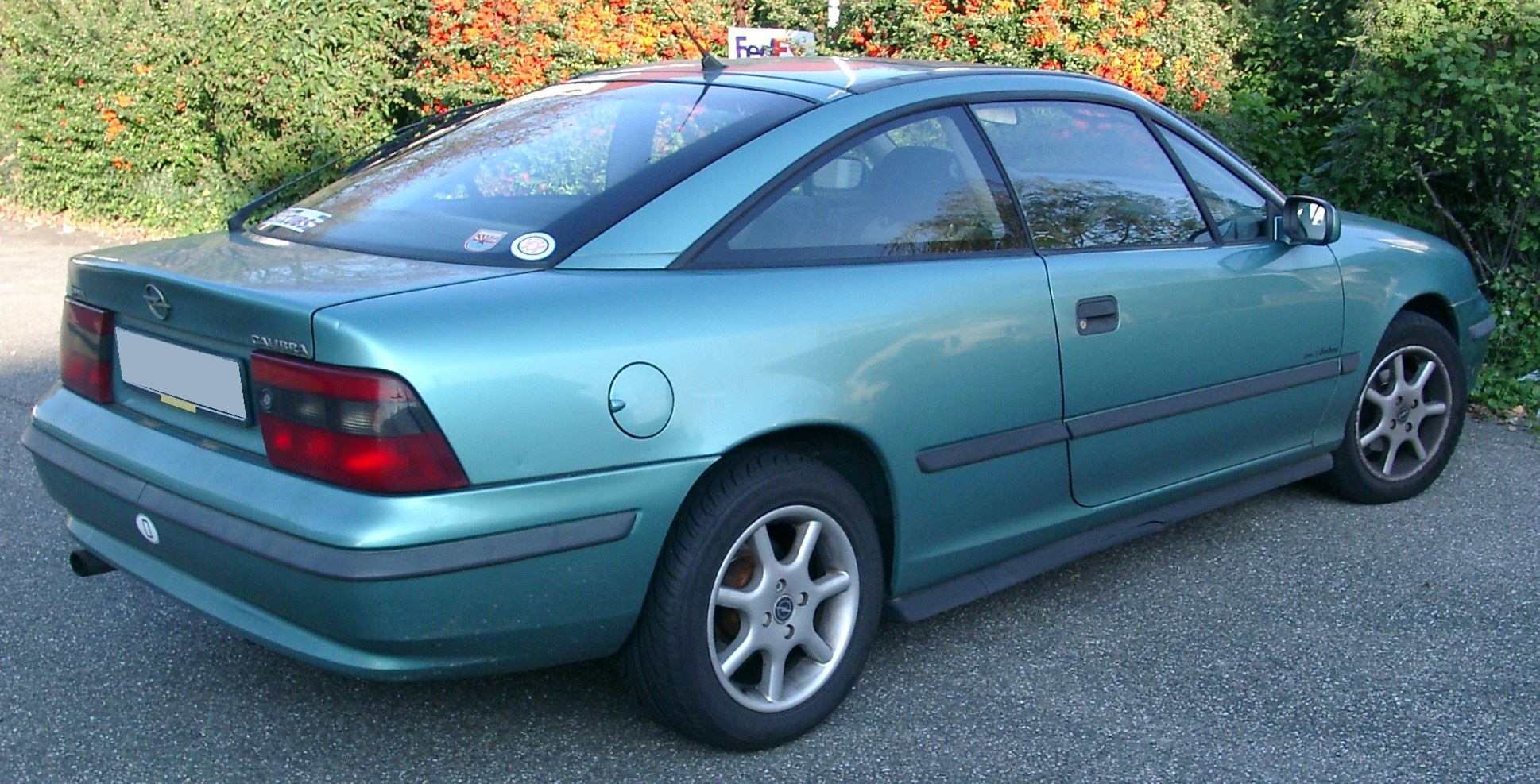
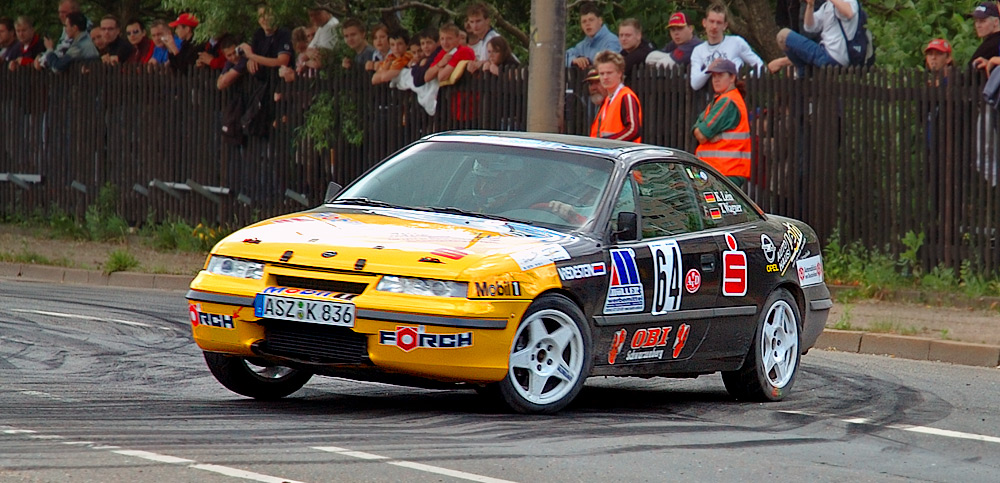
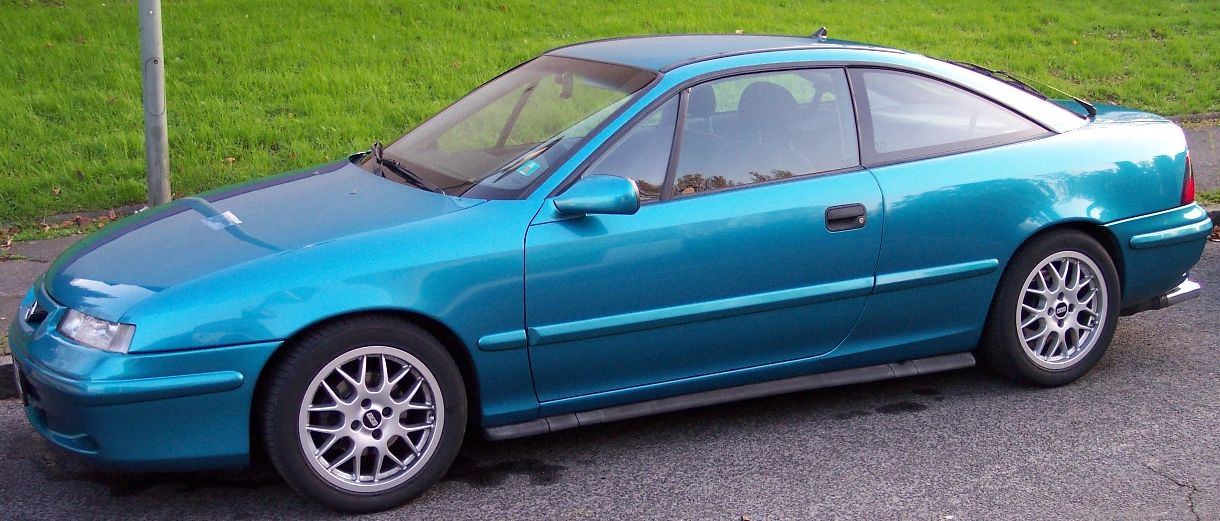